# 叶夫根尼·特鲁别茨柯伊
叶夫根尼·尼古拉耶维奇·特鲁别茨柯伊（俄语：Евге́ний Никола́евич Трубецко́й，1863年10月5日—1920年2月5日）俄罗斯哲学家，弗拉基米尔·索洛维约夫的追随者。他是莫斯科音乐学院联合创始人尼古拉·彼得罗维奇·特鲁别茨柯伊亲王和索菲亚·阿列克谢耶夫娜·洛普奇娜的儿子。他的母亲对他的宗教思想影响很大。他和他的兄弟谢尔盖·特鲁别茨柯伊关系密切，后者也是一位哲学家。他是和平革新党成员。